# William H. Roane
William Henry Roane, född 17 september 1787 i Virginia, död 11 maj 1845 nära Richmond, Virginia, var en amerikansk politiker. Han representerade delstaten Virginia i båda kamrarna av USA:s kongress, först i representanthuset 1815-1817 och sedan i senaten 1837-1841.
William H. Roane efterträdde 1815 John Roane som kongressledamot. Han efterträddes två år senare av Robert S. Garnett. Roane var demokrat-republikan och gick senare med i demokraterna.
Senator Richard E. Parker avgick 1837 och efterträddes av Roane. Han kandiderade till omval men besegrades av whigpartiets kandidat William S. Archer. Roane var verksam inom jordbrukssektorn i Virginia efter sin tid som senator.